# Крупачко језеро
Крупачко језеро је ниска тресава у југоисточној Србији, богата разноврсним биљним и животињским светом.

## Локација
Језеро се налази у југоисточној Србији, на надморској висини од око 400 метара, између села Крупац и Велико Село у близини Пирота. Од градског језгра града Пирота удаљено је десетак километара узводно уз Нишаву.

## Димензије
Језеро има дужину од око 1 км, ширина се током године креће од 50 до 60 метара, а највећа дубина износи 4 метра.

## Настанак
Језеро је настало као последица постојања више подводних извора и једног врела у непосредној близини. У прошлости је језеро било проточно (постојало је истицање воде), док је данас услед устајалости воде она богата муљем.

## Активности
Језеро је богато разним рибљим врстама па је тако врло погодно за риболов који је углавном популаран у локалним оквирима. Крупачко језеро због великих растиња не пружа могућности за развој спортова на води или купању на језеру уопште.
Крупачко језеро настањује неколико интересантних рибљих врста, али је можда најзначајнији лињак (tinca tinca), за кога је пре пар година уведен трајни ловостај, јер је јако угрожена врста у нашој земљи. У Крупачком језеру још увек постоји солидна популација ове рибе. Штуке (Esox lucius), које настањују ову тресаву, имају јединствену шару, па представљају заиста интересантан улов. Поред поменутих рибљих врста, највећу популацију има црвенперка и пијор (Phoxinus phoxinus), рибица чија су станишта углавном планинске реке и потоци, па овде има изоловану популацију.